# Overdose (film, 2022)
Pour les articles homonymes, voir Overdose (homonymie).
Pour plus de détails, voir Fiche technique et Distribution.
Overdose est un film français réalisé par Olivier Marchal et sorti en 2022. Il s'agit d'une adaptation du roman Mortels Trafics de Pierre Pouchairet, prix du Quai des Orfèvres 2017.

## Synopsis
Sara dirige la brigade des stupéfiants de Toulouse. Elle est informée par Reynal, son ancien amant, que le gang dans lequel il est infiltré prépare un go fast entre l'Espagne et la France. Au même moment, Richard, chef de la brigade criminelle de Paris, débute une enquête sur le meurtre de deux adolescents à l'hôpital Necker-Enfants malades.
Lors d'une fusillade en Catalogne avec la Guardia Civil, Leïla, une membre du gang, se fait tuer et est abandonnée sur place. Comme son ADN correspond à des traces retrouvées à l'hôpital, Richard décide de prendre contact avec Sara.

## Fiche technique
Sauf indication contraire, les informations mentionnées dans cette section peuvent être confirmées par la base de données cinématographiques IMDb,  présente dans la section « Liens externes ».
- Titre original : Overdose
- Réalisation : Olivier Marchal
- Scénario : Olivier Marchal et Christophe Gavat, d'après le roman Mortels Trafics (2016) de Pierre Pouchairet
- Photographie : Denis Rouden
- Production : Sidonie Dumas
- Société de production : Gaumont
- Société de distribution : Prime Video
- Pays de production :  France
- Langue originale : français
- Format : couleur
- Genre : policier, thriller, action
- Dates de sortie[2] :
  - France : 4 novembre 2022 (sur Prime Video)

## Distribution
- Sofia Essaïdi : Sara Bellaïche
- Alberto Ammann (VF : Philippe Valmont) : Eduardo Garcia
- Assaâd Bouab : Richard Cross
- Simon Abkarian : Daniel Prat
- Nassim Lyes : Saïd Masriche
- Nicolas Cazalé : Reynal
- Kool Shen : Bob Fontana
- Zoé Marchal : Lucie Di Marco
- Moussa Mansaly : Franck Darcheville
- Kenza Fortas : Leïla Hamoudni
- Francis Renaud : Willy De Berg
- Philippe Corticchiato : Nino Brachanti
- Adel Fellous : Hossam
- Naïma Rodric : Vanessa Sanchez
- Olivier Barthélémy : Viking
- Pierre Laplace : Charles Molins
- Catherine Allégret : Juliette Dazin
- Carlos Bardem (VF : Emmanuel Jacomy) : Alfonso Castroviejo
- Nicolas Maretheu : Lemas Abramczik
- Nicolas Gerout : Chris Rehlinger
- David Lancelin Guerrero : flic cité Rougemont
- Joan Bony : silhouette BRI

## Production

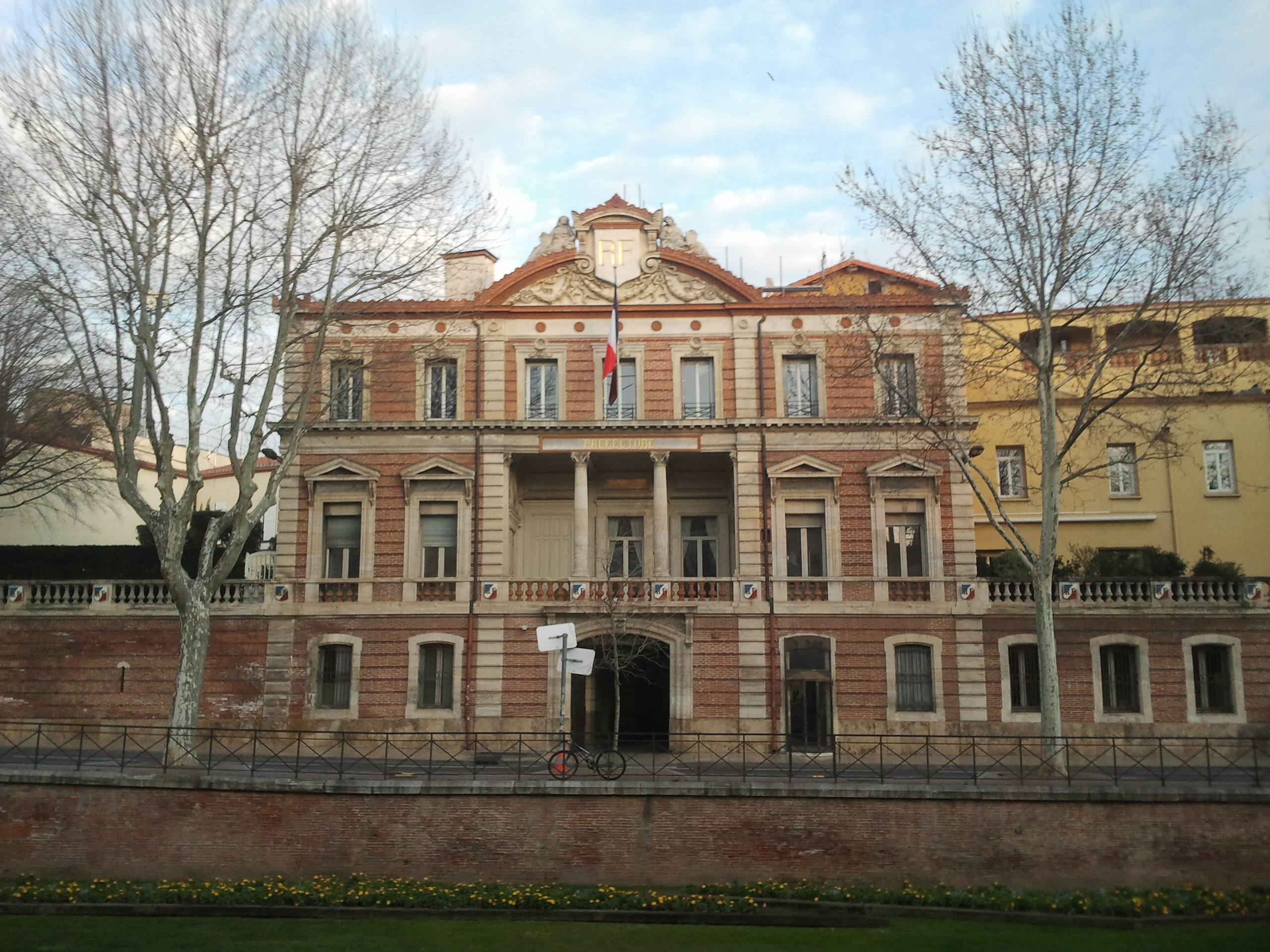
L'hôtel de préfecture des Pyrénées-Orientales à Perpignan sert de décor au film

En 2021, il est annoncé qu'Olivier Marchal va adapter le roman Mortels Trafics de Pierre Pouchairet, prix du Quai des Orfèvres 2017. Il est révélé que le film sortira sur Prime Video.
Le tournage débute en novembre 2021 en bord de mer, à Carry-le-Rouet et Cavalaire-sur-Mer, puis se poursuit à Narbonne et Carcassonne. Des scènes sont également tournées à l'hôtel de préfecture des Pyrénées-Orientales à Perpignan. L'équipe se rend ensuite à Toulouse en décembre pour plusieurs semaines, et achève les prises de vues en janvier à Paris et en Île-de-France.

## Distinction
- Festival Polar de Cognac 2022 : Meilleur film[9]